# آکراتاری و داکیلیا
آکراتاری و داکیلیا (به انگلیسی: Akrotiri and Dhekelia)، قلمروهای خارج از کشور بریتانیا هستند که در جزیره قبرس واقع شده‌اند. آنها هر دو پایگاه‌های نظامی هستند که پس از استقلال قبرس از بریتانیا در سال ۱۹۶۰ توسط بریتانیا حفظ شدند.
این دو منطقه مجموعاً حدود ۱۸۰۰۰ نفر جمعیت (سرشماری ۲۰۲۰) دارند که هم پرسنل نظامی و هم غیرنظامیان را شامل می‌شود. آنها بر اساس قوانین بریتانیا عمل می‌کنند و سیستم حکومتی خود را دارند و برای هر منطقه یک فرمانده توسط دولت بریتانیا منصوب می‌شود.
در حالی که آکراتاری و داکیلیا بخشی از اتحادیه اروپا نیستند، با قوانین اتحادیه اروپا همسو هستند و از پایگاه‌های نظامی بریتانیا در آنجا برای عملیات‌های نظامی در سراسر جهان استفاده می‌شود.
آینده آکراتاری و داکیلیا همچنان نامشخص است و برخی خواستار بازگشت آنها به قبرس هستند و برخی دیگر از ادامه استفاده آنها به عنوان پایگاه‌های نظامی حمایت می‌کنند.

## تاریخ
این دو پایگاه از زمان استقلال قبرس تحت کنترل پادشاهی متحده بریتانیای کبیر و ایرلند شمالی بوده‌است.

## سیاست
پادشاهی متحده بنا بر سیاست‌های خود در دریای مدیترانه این دو پایگاه را در اشغال خود دارد و از آن بهره‌برداری‌های نظامی می‌کند.
فرمانده این ناحیه جیمی گوردون و سال تأسیس آن ۱۹۶۰ می‌باشد .

## جغرافیا
آکراتاری در جنوب و داکیلیا در جنوب‌شرقی جزیره قبرس واقع شده‌است.
مرکز آکراتاری و داکیلیا اپیسکوپی کانتونمنت می‌باشد که در بخش آکراتاری واقع است. این کشور روستایی معروف دارد که نامش آکروتیری است و در بخش آکراتاری قرار دارد.
مساحت کل این دو پایگاه ۲۵۵ کیلومتر مربع 1 E7 m² و جمعیت آن با احتساب کارمندان و نظامیان انگلیسی (نیمی از جمعیت) ۱۴٫۰۰۰ نفر می‌باشد.
زبان رسمی آکراتاری و داکیلیا انگلیسی و یونانی است و تابلوهای موجود در این کشور به این دو زبان نوشته شده‌اند.